# 马辉 (1968年)
马辉（1968年4月—），山东莱州人，中华人民共和国外交官，曾任中华人民共和国驻古巴共和国特命全权大使，现任中共中央对外联络部副部长。

## 生平
1990年进入中共中央对外联络部工作，先后在中联部一局（亚洲一局）、驻英国大使馆、中联部七局（美大北欧局）任职，期间挂职陕西省彬县副县长一年。2003年，任中联部七局副局长。2011年，升任七局局长。2017年，任驻英国大使馆公使。2021年7月，出任中华人民共和国驻古巴大使。2023年12月，任中共中央对外联络部部长助理。2024年6月，自驻古巴大使离任。
2024年8月，任中共中央对外联络部副部长。

## 家庭
已婚，有一子。